# Бич Фоккера

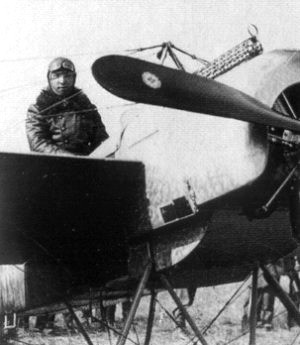
Макс Иммельманн — один из первых асов, за штурвалом Fokker E.I.

Название «Бич Фоккера» (англ. Fokker Scourge) было дано английской прессой периоду Первой мировой войны летом 1915 года, когда ВВС Германии, получив новые истребители Fokker E.I, стали наносить тяжелейшие потери Королевским Воздушным Силам Великобритании и фактически добились господства в воздухе.
Успехи немцев были обусловлены тем, что Fokker E.I был первым самолётом, оснащённым синхронизатором, позволявшим согласовать выстрелы установленного на носу пулемёта с вращением винта, что позволяло стрелять прямо по курсу без опасности повредить пулями лопасти. Это давало существенное преимущество в бою над любыми другими существовавшими на тот момент истребителями, у которых пулемёты были расположены менее удобно, и союзники потеряли значительное число самолётов. К концу лета немецкое преимущество в воздухе было почти абсолютным, союзным силам стало сильно не хватать информации, которую раньше поставляла воздушная разведка.
Однако вскоре в странах Антанты началось производство моделей истребителей, способных тягаться с детищем Антона Фоккера: FE2, Airco DH.2 и лёгкий Nieuport 11. На это немцы ответили появлением Albatros D.II в августе 1916 года, и Albatros D.III в декабре. Это позволило им вновь получить значительное техническое преимущество, и апрель 1917 года вошёл в историю как «кровавый апрель».
В последующие два года союзники наращивали своё техническое и численное преимущество, в результате чего немцы могли контролировать воздух лишь над небольшим участком фронта одновременно. Когда у них перестало получаться даже это, была форсирована программа по созданию нового истребителя. В результате был разработан знаменитый Fokker D.VII, применение которого привело к кратковременному второму «бичу Фоккера».